# 프랑크 묄러 (유도 선수)
프랑크 묄러(독일어: Frank Möller, 1970년 9월 8일~)는 독일의 유도 선수, 지도자이다. 1996년 하계 올림픽에서 남자 헤비급 동메달을 획득했다.